# お掃除ユニットCLEAR'S
お掃除ユニットCLEAR'S（略称：クリアーズ）は、2011年2月に結成された掃除、ボランティア活動をメインとしたグループ。掃除普及の手段としてアイドル活動を行っている。「お掃除ユニットCLEAR'S」自体は初代(2011年2月-2013年12月)、リリース名義(2014年9月-2017年6月)、に分けられ、2025年1月時点で稼働しているのはCLEAR'S(旧 お掃除ユニット名古屋CLEAR'Sが2025年1月1日に改称)である。
本ページではCLEAR'Sグループ全般について記述する。

## 概要
2011年2月に、坂本りおん(現:沢辺りおん)を中心に、ひかる未来・芹沢帆夏・NOEL(高杉のえる)の4名で、坂本がきれい好き・お掃除好きであったことから、「街はみんなのゴミ箱じゃない!」をキャッチコピーに、お掃除をコンセプトとしたアイドルグループ「お掃除ユニットCLEAR'S」（以下、“CLEAR'S(初代)“と表記。）が結成された。グループのリーダーは「班長」と呼ばれ、CLEAR'S(初代)の班長は結成時から解散まで坂本（沢辺）が務めた。
その後、名古屋・川越など各地にCLEAR'Sが結成された。地元出身者・地元芸能事務所によるご当地アイドル的な色彩も濃く、「日本全国お掃除計画」「フランチャイズ方式アイドル」というコンセプトも示されている。また、実際にグリーンバードなどのボランティア団体が行う街頭清掃活動にも参加し、ファンの参加も呼び掛けている。
メンバーは掃除能力検定士資格(日本掃除能力検定協会)を取得済み、もしくは受験予定。5級以上の資格取得後に正規メンバーとなる。毎週火曜日は美化の化の字を火と読み替え、「美火の日」「CLEAR'S DAY」としてメンバーが各自の身近なお掃除報告を行っているほか、ファンもブログやツイッターを通して、メンバーにお掃除報告を行うなどの交流も行っている。
全国各地にCLEAR'Sが結成される一方、東京を拠点としたCLEAR'S(初代)は2013年12月をもって解散することとなった。解散後も、CLEAR'S(初代)のオリジナルメンバーかつ班長の沢辺は、全国のCLEAR'Sグループの「総監督」というポジションに置かれた。翌2014年2月に改めて「東京CLEAR'S」が活動を開始。メンバーは総入れ替えとなったものの、後にCLEAR'S(初代)のメンバーであった沢辺と軽辺るかが加入した。実質的に復帰である。
2014年9月10日には各地方のCLEAR'Sから選抜されたメンバーで「お掃除ユニットCLEAR'S」名義でビクターエンタテイメントのVERSIONMUSICレーベルより、シングル「ビ・ビ・ビ・ビューティー!!!」を発売しメジャーデビューを果たした。2015年3月18日にはメジャーセカンドシングル「ヨゴしたくないcry」、10月21日にメジャーサードシングル「答えしか知らないツライ」をリリースした。
2016年5月に、契約レコード会社をエイベックスに移籍することが発表された、9月21日に移籍第一弾シングル「キラリ☆NiPPON」が、2017年6月7日に第二弾シングル「HEART WASH」が発売された。
2016年10月に、「お掃除ユニットCLEAR'S」として、環境省の3Rプロジェクト「Re-Style」のサポーターに就任。地域別サポーターとして、名古屋CLEAR'S・熊本CLEAR'Sも就任した。
2025年1月現在、CLEAR'S(旧:お掃除ユニット名古屋CLEAR'S)が実働している。

## 略歴
2011年
- 2月25日、「お掃除ユニットCLEAR'S(初代)」結成。
- 4月25日、デビューライブを川崎クラブチッタで開催[1]。
  - 当初は3月14日に開催予定だったが、東日本大震災及び福島第一原子力発電所事故による電力事情悪化の影響で中止。

2012年
- 11月1日、「お掃除ユニット名古屋CLEAR'S」大阪市立大学にてデビューライブ[25]。

2013年
- 9月29日、「お掃除ユニット川越CLEAR'S」お披露目ライブ[26]。
- 11月、「お掃除ユニット熊本CLEAR'S」活動開始。
- 12月1日、「お掃除ユニット熊本CLEAR'S」が「えびすまつり」姉妹イベント「星多祭り」でデビュー。
- 12月28日、「お掃除ユニットCLEAR'S(初代)」が初ワンマンライブ「最後までテンションMAXピーク!!」をもって解散。

2014年
- 2月1日、「お掃除ユニット東京CLEAR'S」活動開始。
- 2月4日、「お掃除ユニット大阪CLEAR'S」活動開始。
- 3月14日、「東京CLEAR'S」に沢辺りおんと軽辺るかが加入後初ライブ[27]。
- 6月23日、「川越CLEAR'S」が「小江戸川越観光親善大使[28]」を委嘱され[29]、川越市役所にて委嘱式が行われた[30]。
- 6月27日、代官山シアターサイバードにおいて新曲「ビ・ビ・ビ・ビューティー!!!」と同曲の選抜メンバー、同曲でのメジャーデビューが発表された。同時に「群馬CLEAR'S」の発足と、同会場にて定期公演「代官山クリアーズ」が開始されることも発表された[31][注 1]。
- 7月12日、名古屋CLUB OZONにて全国のCLEAR'Sが初めて一堂に会するライブイベントが開催された。
- 9月10日、「お掃除ユニットCLEAR'S」名義でビクターエンタテイメントのVERSIONMUSICレーベルより、メジャーデビューシングル「ビ・ビ・ビ・ビューティー!!!」を発売。
- 9月23日、「川越CLEAR'S」が結成1周年記念ライブを行い、約1千人のファンらを集めた[32]。
- 9月末、オリコン週間ランキングにてCD1万枚以上を越えて『ご当地アイドル殿堂入り』認定[33]。
- 10月7日、「横浜CLEAR'S」の始動を発表[34]。
- 11月11日、「横浜CLEAR'S」のメンバー、さら、かえでが代官山クリアーズにてお披露目。横浜CLEAR'Sが実質的に活動開始。
- 12月7日、「東京CLEAR'S」ファーストワンマンライブ開催。
- 12月16日、定期公演「代官山クリアーズ」にて、2015年3月に2ndシングルCDの発売と、選抜A班・選抜B班のメンバーが発表された。またCLEAR'Sとしての「班長」に沢辺りおん(東京)、「副班長」に高井友里(名古屋)が就任することが発表された。
- 12月22日、「川越CLEAR'S」が第2回埼玉県おもてなし大賞特別賞を受賞[35][36]。
- 12月23日、定期公演「代官山クリアーズ」にて、「千葉CLEAR'S」がお披露目される。
- 12月27日、「お掃除ユニット群馬CLEAR'S」お披露目主催ライブが高崎市にて開催される。

2015年
- 3月18日、「お掃除ユニットCLEAR'S」としてメジャーセカンドシングルCD「ヨゴしたくないcry」発売。
- 5月7日、ノルベサで開催されたイベントにて「お掃除ユニット札幌CLEAR'S」のスターティングメンバー2名が発表される。
- 5月9日、「横浜CLEAR'S」が代官山シアターサイバードにて初の単独ライブを行なった。
- 5月10日、「東京CLEAR'S」ワンマンライブvol.3開催。
- 5月12日、「代官山クリアーズ」にて「横浜CLEAR'S」の新班長に かえで が就任することが発表された。
- 5月26日、「お掃除ユニット仙台CLEAR'S」が仙台darwinにて開催された「SENDAI放課後アイドル天国 Vol.1」でお披露目された[37]。
- 06月05日、「札幌CLEAR'S」が札幌芸術の森にて開催された「Sapporo-Girls Link Special 2015」の前夜祭にて初ステージに立った。
- 6月7日、「東京CLEAR'S」ワンマンライブvol.4・5開催。
- 7月5日、新木場STUDIO COASTにて開催された『アイドル横丁夏まつり!!〜2015〜』に全国10地域のCLEAR'Sのメンバーが集結し、ライブを行った[注 2]。
- 8月11日、定期公演「代官山クリアーズ」にて、2015年10月21日に3rdシングルCD「答えしか知らないツライ」の発売と、「選抜メンバー」「中高生選抜」が発表された[38][39][40]。
- 10月21日、「お掃除ユニットCLEAR'S」としてメジャーサードシングルCD「答えしか知らないツライ」を発売。
- 11月1日、東京CLEAR'Sが、ハロウィーン後の渋谷の街の清掃ボランティア(グリーンバード)に参加[41]。各局のニュースや情報番組でその模様が放送された。[注 3]
- 11月6日 - 8日、東京CLEAR'Sとして夏奈子・Sheena・大和の3名が初の山口遠征。山口県出身の夏奈子にとって凱旋ライブとなった。主催ライブ、地元のテレビ・ラジオ番組に加え、8日には、周南萌えサミットに出演した。
- 11月8日、名古屋市の東建ホール・丸の内にて、「名古屋CLEAR'S」3周年記念ライブが開催され、全国の各CLEAR'Sからも多くのメンバーが参加した。
- 12月22日、定期公演「代官山クリアーズ」最終回。

2016年
- 2月13日、川越CLEAR'Sが「勝手に埼玉応援隊[42]」に就任。任命式にて上田埼玉県知事より任命書が贈呈された[43]。
- 3月20日、「お掃除ユニット東京CLEAR'S SMILE」の発足が発表される。2名の新メンバーに加えて、群馬CLEAR'Sの小鳥遊と希咲が兼任メンバーとなる。
- 3月31日、「札幌CLEAR'S」を運営する株式会社Cradleとのフランチャイズ契約が終了。[44]
- 4月2日、「お掃除ユニット名古屋CLEAR'S NEXT」がお披露目(旧NEXTと記述)。名古屋CLEAR'S兼任メンバーを含め8人でスタート。
- 5月15日、「お掃除ユニットCLEAR'Sスペシャルライブ～全国CLEAR'S大集合！みんなで一緒に回れ～」がshibuya duo MUSIC EXCHANGEで開催された[注 4]。「お掃除ユニット東京CLEAR'S SMILE」がお披露目された。同ライブ内で、レコード会社をエイベックスに移籍することが発表された[21][22]。
- 8月5日、全国のCLEAR'Sの総班長・副総班長が沢辺・高井から伊織・夏奈子に交代することが発表された。
- 9月18日・19日、東京CLEAR'Sと群馬&横浜CLEAR'Sが、ワープステーション江戸「忍者WARS」に出演[45]
- 9月21日、エイベックス・ミュージック・クリエイティヴ移籍後第一弾シングル「キラリ☆NiPPON」を発売。
- 10月、環境省3R推進月間のサポーターとして、各地の大型ビジョンで映像が放映された。
- 11月1日、早朝4時からハロウィーン後の渋谷の街の清掃ボランティア「GOMIファンタジスタプロジェクト[46]」に東京CLEAR'Sと東京CLEAR'S SMILE(成人メンバー)がファンとともに参加、297kgものゴミを拾った[47]。

2017年
- 1月、名古屋CLEAR'SがRe-Stytleサポーター(中部地区)に就任。
- 2月12日、環境省主催のリユース普及イベント「みんなリユースしてるってよ！」に東京CLEAR'Sと横浜CLEAR'Sが参加[48]。
- 3月、熊本CLEAR'SがRe-Stytleサポーター(九州・沖縄地区)に就任。
- 3月17日、Re-Styleロゴの審査会に参加。同26日に表彰式にも列席。
- 4月、城下町である川越、熊本、仙台の3グループが共同ユニット「侍クリアーズ」を結成。振付に田代真琴をむかえ、新境地を開拓[49]。
- 4月29日、名古屋CLEAR'SがNEXT・GENERATION・Coco&Rikoの3チームへと再編される[50](2017年12月解消)。
- 5月6日、東京CLEAR'Sと東京CLEAR'S SMILE、群馬CLEAR'Sが武道館アイドル博2017（東京・日本武道館）に出演[51][52]
- 8月11日、秋葉原P.A.R.M.Sに、全国のCLEAR'Sが集結し、仮面女子とのツーマンライブを行った。CLEAR'Sの出演者は47名中35名であった。
- 11月26日、横浜CLEAR'Sが「湾岸クリアーズ」ライブにてメンバー全員卒業・一時活動休止。

2018年
- 11月18日、東京・CROKET MIMIC TOKYOにて東京CLEAR'Sが全員卒業という形で解散ライブを行った[53]。

2019年
- 8月4日、「UNION STAR'S 2019 (Day 2) ～ファン合同ミーティング～」を最後に千葉CLEAR'Sの現行メンバーが全員卒業、活動休止。

2020年
- 8月12日、名古屋CLEAR’S名義で配信リリースした『百花繚RUNNER』がドワンゴジェイピーアルバム・ウィークリーランキングにて初登場4位を記録[54]。
- 9月29日、総班長の伊織あい(川越CLEAR'S)が卒業。

2022年
- 3月21日、東京CLEAR'Sが体制を一新して再始動。※以下「東京CLEAR'S(2期)」と表記する。
- 5月8日、川越・熊本・仙台の各CLEAR'Sが「EarthAce(アースエース)」と改称して活動することが発表された。本稿では改称前の活動のみ表記する。

2023年
- 9月29日、KAORIとNANOHAが10月末頃に卒業することを発表。それに伴い、東京CLEAR'S(2期)はしばらくの間活動を休止する。

2025年
- 1月1日、「お掃除ユニット名古屋CLEAR'S」が「CLEAR'S」に改称される。

## メンバー(活動中ユニット)
以下、名前（読み仮名）、愛称、備考

### CLEAR'S (旧 お掃除ユニット名古屋CLEAR'S)
イメージカラー：レッド

最新のメンバーは公式HPを参照
| 役職 | 名前 （よみ）                  | 愛称     | 生年月日 （現年齢）   | 活動開始時期                    | 備考                                  |
| ---- | ------------------------------ | -------- | --------------------- | ------------------------------- | ------------------------------------- |
| 班長 | 美月 （みづき）                | みーちゃ | 2004年7月7日 （20歳） | 2017年11月研修生 2019年2月昇格  | モップ担当、オレンジ色担当、元チームG |
|      | 永瀬心愛 （ながせ ここあ）     | ここあ   | 7月24日               | 2020年11月研修生 2022年11月昇格 | 元「Re☆Sta」、メルティピンク担当      |
|      | めれ                           | めれれ   | 2008年6月2日 (17歳)   | 2020年11月候補生 2022年11月昇格 | 緑色担当                              |
|      | 長谷川愛梨 （はせがわ あいり） | あいり   | 2006年8月12日         |                                 | 赤色担当                              |
|      | 礒谷奈々                       | なな     | 2000年11月17日        |                                 | 研修生、白色担当                      |
|      | ゆずは                         |          | 2009年7月11日         |                                 | 研修生、黄色担当                      |
|      | さきぴ                         |          | 2012年1月2日          |                                 |                                       |

- 卒業したメンバー

| 名前 （よみ）                  | 愛称                 | 活動開始時期                            | 活動停止時期            | 備考                                                                                               |
| ------------------------------ | -------------------- | --------------------------------------- | ----------------------- | -------------------------------------------------------------------------------------------------- |
| 矢野あずさ （やの あずさ）     | あずにゃん           | 2012年11月 (オリジナルメンバー)         | 2013年1月               | |
| 姫乃美琴 （ひめの みこと）     | 姫コリン             | 2012年11月 (オリジナルメンバー)         | 2013年1月               | |
| 咲識果南 （ざしき かなみ）     | ざしき               | 2012年11月 (オリジナルメンバー)         | 2013年1月               | |
| 南唯莉 （みなみ ゆいり）       | ゆいりん・でっちゃん | 2012年11月 (オリジナルメンバー)         | 2014年3月               | |
| 市城咲 （いちじょう さき）     | さきやん             | 2013年3月                               | 2014年5月               | 後 Re:Clash                                                                                        |
| くるみ                         | くるみん             | 2012年11月 (オリジナルメンバー)         | 2014年11月              | |
| 愛葉春乃                       | おはるん             | 2012年11月 (オリジナルメンバー)         | 2014年12月              | |
| 春山あき                       | あきちゃも           | 2014年9月                               | 2015年4月               | 研修生                                                                                             |
| 長丘涼花 （ながおか すずか）   | すーちゃん           | 2012年11月 (オリジナルメンバー)         | 2015年5月               | |
| かくむみつき                   | みっきー             | 2013年3月                               | 2015年8月               | |
| 小島果帆 （こじま かほ）       | かほきゅん           | 2014年6月                               | 2015年8月               | |
| 桜井美菜 （さくらい みな）     | み～な               | 2015年11月 (研修生として)               | 2016年1月               | 研修生                                                                                             |
| 凛 （りん）                    | りんちゃん           | 2016年4月研修生(旧NEXT)                 | 2016年4月               | NEXTメンバー                                                                                       |
| 倖田ひな （こうだ ひな）       | ひなりん             | 2014年12月研修生 2015年6月昇格          | 2016年4月               | |
| 姫城百花 （ひめぎ ももか）     | ももきゅん           | 2015年11月研修生                        | 2016年4月               | 本隊研修生からNEXT専任に                                                                           |
| 神楽紗緒里 （かぐら さおり）   | さおりん             | 2014年3月研修生 同年6月昇格             | 2016年10月              | 新聞紙担当                                                                                         |
| 藤咲ゆうな （ふじさき ゆうな） | ゆうなん             | 2014年12月研修生 2015年6月昇格          | 2017年3月               | たわし担当                                                                                         |
| 高井友里 （たかい ゆり）       | ゆりぼん             | 2012年11月 (オリジナルメンバー)         | 2017年4月               | 初代名古屋CLEAR'S班長、初代CLEAR'S全国副総班長、スポンジ担当                                       |
| 天音らんか （あまね らんか）   | らんか               | 2012年11月 (オリジナルメンバー)         | 2017年7月               | ホウキ担当、水色担当、当時チームG                                                                  |
| 心音 （ここね）                | Coco                 | 2015年1月研修生                         | 2017年12月              | ピンク担当、当時チームCR                                                                           |
| 岡崎りこ （おかざき りこ）     | りこたん             | 2015年4月研修生                         | 2017年12月              | ピンク担当、当時チームCR                                                                           |
| RYO （りょう）                 | りょうちゃん         | 2014年1月研修生 2014年3月昇格           | 2017年12月              | モップ担当、レッド担当、当時チームN副班長                                                          |
| 沙羅 （さら）                  | さ～たん             | 2016年4月研修生(旧NEXT) 2017年7月昇格   | 2017年12月              | スポンジ担当、オレンジ色担当、当時チームG                                                          |
| 箕浦 杏 （みのうら あん）      | あんちゃん           | 2016年4月研修生(旧NEXT) 2017年7月昇格   | 2017年12月              | トング担当、ビビッドピンク担当、当時チームN                                                        |
| 咲花 瑠佳 （さきはな るか）    | るかリン             | 2016年4月研修生(旧NEXT) 2017年7月昇格   | 2018年9月               | 新聞紙担当、黄色担当、元チームN                                                                    |
| 羽田野 栞 （はたの しおり）    | しおりん             | 2016年11月研修生 2017年10月昇格         | 2018年12月              | アクリルたわし担当、ディープレッド担当、元チームG                                                  |
| 羽咲 まりん （うさき まりん）  | まりん               | 2018年11月研修生                        | 2019年3月               | 黄色担当                                                                                           |
| 七瀬 みゆ （ななせ みゆ）      | みゆちぃ～           | 2016年8月研修生(旧NEXT) 2017年7月昇格   | 2019年3月               | 歯ブラシ担当、ベビーピンク担当、元チームN                                                          |
| 神田 理保 （かんだ りほ）      | りほちゃ             | 2014年7月研修生 2014年11月昇格          | 2019年8月               | 二代目班長、コロコロ(粘着クリーナー)担当、緑担当、元チームN班長 弟は祭nine.の神田陸人              |
| 卯知手 のこ （うちで のこ）    | のこちゃん           | 2017年5月研修生 2019年2月昇格           | 2019年8月               | ホウキとチリトリ担当、 水色担当、元チームN 後 シャニムニ＝パレード                                 |
| 久里夢 （くりむ）              | くりむ               | 2019年4月研修生                         | 2019年9月               | 研修生、ピンク担当、 重大な規約違反の為解雇、後 なないろ∞ミルキーウェイ 現 グラビアアイドル 丸凜凪 |
| 永田 華 （ながた はな）        | はーちゃん           | 2015年6月研修生 2016年8月昇格           | 2020年3月               | ハタキ担当、青担当、元チームG                                                                      |
| もも                           | ももちゃん           | 2019年9月研修生                         | 2020年7月               | 研修生、ピンク担当                                                                                 |
| 愛澤 麻衣 （あいざわ まい）    | まいち               | 2016年4月研修生(旧NEXT) 2017年7月昇格   | 2021年1月               | 三代目班長、掃除機担当、紫担当、元チームG班長                                                      |
| 花咲未夢 （はなさき みゆ）     | みゆてぃ             | 2020年11月候補生                        | 2021年4月               | 候補生、紫色担当                                                                                   |
| 百容小夏 （もい こなつ）       | コナ、こなえもん     | 2020年2月研修生                         | 2021年6月27日 卒業      | 研修生、元「Re☆Sta」兼任、ビタミンオレンジ色担当                                                   |
| 佐藤優衣 （さとう ゆい）       | ゆいゆい             | 2019年12月研修生                        | 2021年6月30日 活動辞退  | 研修生、黄色担当                                                                                   |
| 加藤紀未 （かとう つぐみ）     | つぐみん             | 2020年11月候補生                        | 2021年9月26日 活動辞退  | 候補生、黄色担当                                                                                   |
| 虹咲魅乙 （こうさき みおん）   | みおつん             | 2020年5月研修生                         | 2021年11月25日          | 研修生、水色担当、重大な規約違反のため解雇 前 てぃんく♪、後 FiNE                                   |
| 星名みさき （ほしな みさき）   | みさぴょん           | 2020年11月より候補生                    | 2022年3月19日 卒業      | 赤色担当 後 Nine chocolates                                                                        |
| 大西 麗 （おおにし あきら）    | あきら               | 2018年12月より研修生、2020年6月正規昇格 | 2022年3月20日 卒業      | スポンジ担当、赤色担当、副班長                                                                     |
| 水野麻緒 （みずの まお）       | まおたん             | 2020年11月候補生                        | 2022年2月5日 脱退       | 候補生、青色担当、JK(女子高専生)4 規約違反が発覚し脱退                                             |
| 五十嵐舞 （いがらし まい）     | まい                 | 2020年11月候補生                        | 2022年4月28日 活動辞退  | 候補生、青色担当                                                                                   |
| 木﨑みかん （きざき みかん）   | みかん               | 2020年11月候補生                        | 2022年12月30日 活動終了 | 候補生、オレンジ色担当                                                                             |
| 古川想奈 （ふるかわ そな）     | そなぴー             | 2019年12月研修生 2022年2月昇格          | 2023年2月11日 卒業      | 研修生、緑色担当                                                                                   |
| まあや                         | まーちゃん           | 2020年11月候補生 2022年11月昇格         | 2023年3月25日 卒業      | 候補生、オレンジ色担当                                                                             |
| 桃瀬結花 （ももせ ゆうか）     | ゆーちゃん           | 2020年11月候補生                        | 2023年9月23日 卒業      | 候補生、ショッキングピンク担当                                                                     |

## メンバー(EarthAceに改称したユニット)
川越・熊本・仙台の各CLEAR'Sが2022年5月8日に改称。
本稿では改称前の活動のみ表記する。

### お掃除ユニット川越CLEAR'S
2022年5月8日に「EarthAce-STM(アースエース埼玉)」に改称。
イメージカラー：グリーン
- メンバー(2022年5月8日時点)

| 役職 | 名前 （よみ）             | 愛称     | 生年月日 （現年齢）    | 活動開始時期                   | 備考     |
| ---- | ------------------------- | -------- | ---------------------- | ------------------------------ | -------- |
|      | 瀬戸 りな （せと りな）   | せっち   | 1999年1月25日 （26歳） | 2013年9月 (オリジナルメンバー) | 橙色担当 |
|      | 生井 麻衣 （いくい まい） | まいぽん | 1998年4月17日 （27歳） | 2020年8月                      | 紫色担当 |

- 卒業したメンバー

| 名前 （よみ）                   | 愛称                           | 活動開始時期                   | 活動停止時期 | 備考 |
| ------------------------------- | ------------------------------ | ------------------------------ | ------------ | --- |
| 五十嵐夏実 （いがらし なつみ）  | なっちゃん・いがらぴ           | 2012年9月 (オリジナルメンバー) | 2014年3月    | ピンク担当、元CLEAR'S smile班長、 元「CANDY GO!GO!」研修生 ASTROMATE(本田夏実に改名）                    |
| 大野まい子 （おおの まいこ）    | まいまい                       | 2012年9月 (オリジナルメンバー) | 2015年1月    | 黄色担当                                                                                                 |
| 関口のどか （せきぐち のどか）  | のんちゃん・のん               | 2012年9月 (オリジナルメンバー) | 2016年3月    | 水色担当                                                                                                 |
| 葵万里菜 （あおい まりな）      | まりにゃん                     | 2015年9月                      | 2016年7月    | 赤色担当                                                                                                 |
| 成宮もも （なるみや もも）      | みやもも                       | 2014年11月                     | 2017年7月    | 桃色担当 元「ゆめみどき」プロデューサー兼リーダー 現 宮花もも(みやはなもも)「ハニースパイスRe.」メンバー |
| 羽風有紗 （うふう ありさ）      | ありさ                         | 2014年3月                      | 2017年8月    | 紫色担当                                                                                                 |
| 夏野 まほ （なつの まほ）       | まほっち                       | 2018年6月                      | (活動休止中) | 青色担当                                                                                                 |
| 榛名 美桜 （はるな みお）       | みおせんせい・みおt(みおてぃ)  | 2017年9月                      | 2019年11月   | 紫色担当                                                                                                 |
| 土志田 菜々美 （どしだ ななみ） | ななみん                       | 2019年9月                      | 2019年12月   | ピンク担当                                                                                               |
| 神谷 柚月 （かみや ゆずき）     | ゆずき                         | 2017年4月                      | 2020年1月    | 黄色担当                                                                                                 |
| 姫川 れおな （ひめかわ れおな） | れおたん、姫                   | 2017年8月                      | 2020年1月    | 赤色担当                                                                                                 |
| 佐々木 夏妃 （ささき なつき）   | なっちゃん                     | 2019年8月                      | 2020年4月    | 赤色担当                                                                                                 |
| 前田 えみな （まえだ えみな）   | まえみな                       | 2018年9月                      | 2020年6月    | ピンク担当                                                                                               |
| 伊織 あい （いおり あい）       | はんちょう・いおぴ・あいちゃん | 2013年9月                      | 2020年9月    | 2代目「CLEAR'S総班長」、元「川越CLEAR'S班長」、緑色担当                                                  |

### お掃除ユニット熊本CLEAR'S
2022年5月8日に「EarthAce-KUM(アースエース熊本)」に改称。
イメージカラー：ピンク
- メンバー(2022年5月8日時点)

| 役職 | 名前 （よみ）                  | 愛称       | 生年月日 （現年齢）    | 活動開始時期                   | 備考          |
| ---- | ------------------------------ | ---------- | ---------------------- | ------------------------------ | ------------- |
|      | 片山ひまり （かたやま ひまり） | ひまりん   | 2005年2月11日 （20歳） | 2018年11月研究生 2019年8月昇格 | 元 八代研究生 |
|      | 愛川れな （あいかわ れな）     | れなぴょん | 2007年7月12日 （17歳） | 2018年11月研究生 2019年8月昇格 | 元 八代研究生 |
|      | 桃沢まち （ももさわ まち）     | まっちー   | 1997年2月21日 （28歳） | 2020年1月                      |               |
|      | 美月虹花 （みづき ななか）     | うにちゃん | 2003年7月25日 （21歳） | 2021年12月                     |               |

- 卒業したメンバー

| 名前 （よみ）                  | 愛称                   | 活動開始時期                   | 活動停止時期 | 備考 |
| ------------------------------ | ---------------------- | ------------------------------ | ------------ | --- |
| 森崎里砂 （もりさき りさ）     | りさぴょん             | 2014年-月                      | 2015年3月    | |
| 佐藤心愛 （さとう ここあ）     | こっこ・ここにゃん     | オリジナルメンバー             | 2015年8月    | 初代班長 |
| 高嶺燐 （たかね りん）         | りんちゃん             | 2014年-月                      | 2015年11月   | |
| 工藤ひかり （くどう ひかり）   | ひかりん               | 2014年12月                     | 2015年12月   | |
| 米村美咲 （よねむら みさき）   | みさきち               | 2015年7月                      | 2016年11月   | |
| 夏海カノン （なつみ かのん）   | アニー                 | 2015年8月                      | 2018年2月    | |
| 叶歩果 （かのう あゆか）       | あゆちゃん             | 2015年8月                      | 2018年12月   | |
| 森田来虹 （もりた らに）       | もりりん               | 2016年9月                      | 2018年2月    | |
| 桜水さゆき （おみ さゆき）     | さゆゆん               | 2015年12月                     | 2019年7月    | 現事務所に所属のままSayukiとして芸能活動を継続、熊本発ガールズコミックバンド「ENIGUMA」メンバーとして活動中。 |
| 朝比奈未来 （あさひな みらい） | 小動物のみぃーちゃん   | 2015年12月                     | 2019年8月    | |
| 大倉さき （おおくら さき）     | さっきゅん、さきティン | 2017年3月                      | 2019年3月    | 受験のため休止中                                                                                              |
| 脇坂香凜 （わきさか かりん）   | かりりん               | 2015年8月                      | 2021年3月    | 班長、赤担当・ぞうきん担当、熊本発ガールズコミックバンド「ENIGUMA」のKarinとして活動中。                      |
| 熊田りり （くまだ りり）       | りーちゃん             | 2018年11月研究生 2019年8月昇格 | 2020年12月   | 元 八代研究生                                                                                                 |

### お掃除ユニット仙台CLEAR'S
2022年5月8日に「EarthAce-SND(アースエース仙台)」に改称。
イメージカラー：バイオレット
- メンバー(2022年10月4日時点)

| 役職          | 名前 （よみ）               | 愛称       | 生年月日 | 活動開始時期       | 備考                                             |
| ------------- | --------------------------- | ---------- | -------- | ------------------ | ------------------------------------------------ |
| 班長          | いわや りか                 | りかてぃん | 4月5日   | オリジナルメンバー | 研修生、青担当                                   |
| 副班長 (番長) | あすみ                      | あっちー   | 7月2日   | 2017年10月         | 研修生、オレンジ担当、元「ほやっこ」メンバー     |
|               | 田中 美卯 （たなか みう）   | みうにゃー | 4月23日  | 2020年2月          | 研修生の研修生、ピンク担当、「ほやっこ」メンバー |
|               | 渡邊 紗季 （わたなべ さき） | さきぽん   | 8月31日  | 2020年2月          | 研修生の研修生、水色担当、「ほやっこ」メンバー   |

- 卒業したメンバー

| 名前 （よみ）                | 愛称       | 活動開始時期       | 活動停止時期 | 備考                                  |
| ---------------------------- | ---------- | ------------------ | ------------ | ------------------------------------- |
| きらら                       | きらりん   | オリジナルメンバー | 2016年8月    |                                       |
| 半澤実空 （はんざわ みく）   | みくてぃー | オリジナルメンバー | 2016年8月    |                                       |
| 伊藤常羽 （いとう とわ）     | とわりん   | オリジナルメンバー | 2016年12月   | 研修生                                |
| 戸羽望実 （とば のぞみ）     | のんちゃん | オリジナルメンバー | 2016年12月   | 研修生 2017年4月ハコイリ♡ムスメに加入 |
| 藤原海来 （ふじわら みく）   | みくみく   | オリジナルメンバー | 2017年3月    | 元SPLASH                              |
| 紗也歌 （さやか）            | さやか     | オリジナルメンバー | 2017年7月    | 初代班長、元SPLASH                    |
| 山﨑琴美 （やまざき ことみ） | ことちゃん | オリジナルメンバー | 2017年7月    | 初代副班長、元SPLASH                  |
| 野乃香 （ののか）            | のの       | オリジナルメンバー | 2017年7月    | 元SPLASH                              |
| みそら                       | みっちぃ   | 2017年10月         | 2019年1月    | 研修生、元「ほやっこ」メンバー        |
| 早坂 茉優 （はやさか まゆ）  | まゆぴ     | オリジナルメンバー | 2022年6月    | 研修生、赤担当                        |

### 侍CLEAR'S(サムライクリアーズ)
川越・熊本・仙台の各CLEAR'Sの合同プロジェクト。
ライブ企画で限定シャッフルユニットが組まれ、カバー曲を歌うこともある。

## メンバー（活動休止もしくは解散したユニット）

### お掃除ユニット大阪CLEAR'S
活動休止中

イメージカラー：オレンジ

メンバー募集・選考中。
- 卒業したメンバー

| 名前 （よみ）                 | 愛称               | 活動開始時期              | 活動停止時期 | 備考       |
| ----------------------------- | ------------------ | ------------------------- | ------------ | ---------- |
| MANA （まな）                 | まーちゃん         | 2014年12月 (研修生として) | 2015年4月    | 研修生     |
| 中尾まこ （なかお まこ）      | まこちゅ・まこち   | オリジナルメンバー        | 2017年3月    | 初代班長   |
| 仁田麗 （にった うらら）      | うらごん・ごんごん | オリジナルメンバー        | 2017年3月    | 初代副班長 |
| 坂下舞帆 （さかした まほ）    | まほちん・さかした | 2014年5月                 | 2017年3月    |            |
| 和泉愛美 （いずみ あいみ）    | あいみ・茹でドル   | 2014年6月                 | 2017年3月    | 2代目班長  |
| ももか                        | ももちゃる         | 2016年11月                | 2018年3月    |            |
| ゆうな                        | ゆうしぃ           | 2017年5月                 | 2018年8月    |            |
| 松尾 ななみ （まつお ななみ） | ななみん           | 2017年5月                 | 2019年11月   |            |
| 月音 ゆめ （つきね ゆめ）     | ゆめち             | 2017年5月                 | 2019年11月   |            |
| 池田 まなえ （いけだ まなえ） | まなふぃー         | 2019年5月                 | 2020年6月    |            |

### お掃除ユニット横浜CLEAR'S
イメージカラー：ピンク

- 卒業したメンバー

| 名前 （よみ）                  | 愛称                           | 活動開始時期                     | 活動停止時期 | 備考                                             |
| ------------------------------ | ------------------------------ | -------------------------------- | ------------ | ------------------------------------------------ |
| そら                           | そらちゃん・ そらタソ・=(^.^)= | オリジナルメンバー               | 2015年5月    | 現：そちお（1999年4月11日）（26歳））。 初代班長 |
| さら                           | さらら                         | オリジナルメンバー               | 2016年1月    |                                                  |
| かえで                         | かえちん                       | オリジナルメンバー               | 2016年6月    | 二代目班長                                       |
| 榊原らん （さかきばら らん）   | らんちゃん                     | 2016年4月(研修生)                | 2016年7月    | 研修生                                           |
| 白戸マユ （しらと まゆ）       | まゆちゃん・浜の番長           | 2015年4月(研修生) 2016年12月昇格 | 2017年11月   |                                                  |
| 蔵持ひなた （くらもち ひなた） | ひなたん                       | 2017年1月(研修生)                | 2017年11月   | 研修生                                           |
| 鈴森かほ （すずもり かほ）     | すずぽん                       | 2017年1月(研修生)                | 2017年11月   | 研修生                                           |

### お掃除ユニットCLEAR'S(初代)
- 解散時のメンバー

| 名前 （よみ）                | 愛称       | 活動開始時期       | 備考 |
| ---------------------------- | ---------- | ------------------ | ---- |
| 沢辺りおん （さわべ りおん） | りおち     | オリジナルメンバー | 班長 |
| 南萌花 （みなみ もか）       | もかちゆん | 2011年9月          |      |
| 軽辺るか （かるべ るか）     | かるべ     | 2012年1月          |      |
| 三丘さり （みおか さり）     | かるべ     | 2012年9月          |      |

- 卒業したメンバー

| 名前 （よみ）                  | 愛称       | 備考 |
| ------------------------------ | ---------- | ---- |
| 高杉のえる （たかすぎ のえる） | のえる     |      |
| ひかる未来 （ひかる みらい）   | らいみー   |      |
| 芹沢帆夏 （せりざわ ほのか）   | せりさま   |      |
| 長門石マオ （ながといし まお） | まお       |      |
| 蒼井ちあき （あおいちあき）    | ちあきん   |      |
| 春花芽依 （はるか めい）       | めいちゃん |      |
| 中村会来 （なかむら あいら）   | あいら     |      |
| 藤井奈々 （ふじい なな）       | なっぴー   |      |

### お掃除ユニット東京CLEAR'S(初代)
全員卒業

イメージカラー：ブルー

2018年11月18日メンバーが全員卒業。実質的には解散と告知された。
- 全員卒業時メンバー

| 名前 （よみ）                 | 愛称       | 活動開始時期                    | 活動停止時期 | 備考 |
| ----------------------------- | ---------- | ------------------------------- | ------------ | --- |
| Sheena （しいな）             | しいちゃん | 2014年2月 オリジナルメンバー    | 2018年11月   | お掃除用のツナギの色はピンク。 掃除検定2級取得。服飾の専門教育を受けており、衣装の作製やアレンジも行った。 卒業後は「コスチュームダイレクター」として主にアイドルの衣装を手掛ける。 |
| 大和 さゆり （やまと さゆり） | おまめ     | 2014年2月 オリジナルメンバー    | 2018年11月   | お掃除用のツナギの色は緑。 |
| 沢辺 りおん （さわべ りおん） | りおち     | 2014年3月 (東京として)          | 2018年11月   | 「CLEAR'S(初代)」班長、初代「CLEAR'S」総班長。 週刊ヤングジャンプ制コレGP 準グランプリ。 非公式ユニット「辺隊」。お掃除用のツナギの色は橙。                                         |
| 軽辺 るか （かるべ るか）     | かるべ     | 2014年3月 (東京として)          | 2018年11月   | ミス東スポ2013、非公式ユニット「辺隊」。お掃除用のツナギの色は赤。 |
| 朝比奈 凛 （あさひな りん）   | りんちゃん | 2016年6月(研修生) 2017年2月昇格 | 2018年11月   | 元レースクイーン。お掃除用のツナギの色は紫。現「ZERO PROJECT」 |

- 卒業したメンバー

| 名前 （よみ）                  | 愛称       | 活動開始時期                   | 活動停止時期 | 備考                                                                       |
| ------------------------------ | ---------- | ------------------------------ | ------------ | -------------------------------------------------------------------------- |
| 早沢瑠璃 （はやさわ るり）     | るりるり   | 2014年2月                      | 2014年2月    | 元CLEAR'S smileメンバー                                                    |
| 夢咲まりん （ゆめさき まりん） | まりん     | 2014年2月                      | 2014年4月    |                                                                            |
| 橘美波 （たちばな みなみ）     | たちみな   | 2016年2月 (研修生として)       | 2016年10月   | 研修生                                                                     |
| 夏奈子 （かなこ）              | ちゃんかな | 2014年2月 (オリジナルメンバー) | 2017年6月    | 初代東京CLEAR'S班長、二代目CLEAR'S全国副総班長、お掃除用のツナギの色は青。 |

### お掃除ユニット東京CLEAR'S SMILE
解散

イメージカラー：ブルー

2018年11月1日解散。メンバーは全員CLEAR'Sグループから離脱、新ユニット「KiREI」に参加。
- 解散時メンバー

| 名前 （よみ）               | 愛称         | 活動開始時期                    | 活動停止時期 | 備考 |
| --------------------------- | ------------ | ------------------------------- | ------------ | --- |
| 星野 みお （ほしの みお）   | みおたん     | 2016年5月 オリジナルメンバー    | 2018年11月   | パーソナルカラー：水色(ペールターコイズ)、元「KiREI」、現「Lanan」                                                 |
| 山本 咲希 （やまもと さき） | さきちゃん   | 2016年5月 オリジナルメンバー    | 2018年11月   | 班長、パーソナルカラー：オレンジ、元「KiREI」                                                                      |
| 小夏 心愛 （こなつ みあ）   | みあにゃん   | 2017年4月(研修生) 2017年8月昇格 | 2018年11月   | パーソナルカラー：ピンク、元「KiREI」、 「ワンダーブリード」を経て「花いろは」葵井ここあ                           |
| 天音 利梛 （あまね りな）   | りなてぃ     | 2017年8月(研修生) 2018年3月昇格 | 2018年11月   | 副班長、パーソナルカラー：黄色、元「KiREI」                                                                        |
| みやでら みほ               | ちょりちゃん | 2017年8月(研修生) 2018年3月昇格 | 2018年11月   | パーソナルカラー：赤、元「KiREI」 愛称は、友人に当初「みほちょり」と呼ばれたのが「ちょり」と略されるようになった。 |
| 田中 はな （たなか はな）   | はなぴー     | 2018年8月(研修生)               | 2018年11月   | パーソナルカラー：紫、元「WiLL」、元「KiREI」                                                                      |
| 小峰 夢李 （こみね ゆり）   | ゆりぽん     | 2018年8月(研修生)               | 2018年11月   | パーソナルカラー：緑(明るめ)、元「KiREI」                                                                          |

### お掃除ユニット群馬CLEAR'S
イメージカラー：イエロー

- 卒業したメンバー

| 名前 （よみ）                   | 愛称                   | 活動開始時期                    | 活動停止時期 | 備考                                                                       |
| ------------------------------- | ---------------------- | ------------------------------- | ------------ | -------------------------------------------------------------------------- |
| 宇那 （うな）                   | ぐんな・うなぴー・うし | オリジナルメンバー              | 2015年2月    | 初代班長                                                                   |
| 立花 愛梨 （たちばな あいり）   | あいり                 | オリジナルメンバー              | 2015年12月   |                                                                            |
| 望月 まひろ （もちづき まひろ） | まひたん               | オリジナルメンバー              | 2015年12月   | 二代目班長                                                                 |
| 役所 亜美 （やくしょ あみ）     | あみちゃん             | 2016年10月                      | 2017年2月    | 研修生、公務員だが町おこし活動として職場の承認のもと無報酬で活動していた。 |
| 愛川 菜月 （あいかわ なつき）   | なっちゃん             | 2015年6月研修生 同年11月昇格    | 2017年3月    |                                                                            |
| 神坂 美月 （かみさか みづき）   | かみちゃん・かみさま   | 2017年5月研修生                 | 2017年11月   |                                                                            |
| 希咲 智美 （きざき ともみ）     | ともみん               | 2015年3月                       | 2017年12月   |                                                                            |
| 小鳥遊 理紗 （たかなし りさ）   | りさち                 | 2014年12月 (オリジナルメンバー) | 2018年5月    | 2017年5月まで東京CLEAR'S SMILEを兼任                                       |
| 春名 珠妃 （はるな たまき）     | はるちゃん             | 2017年2月                       | －           |                                                                            |

### お掃除ユニット千葉CLEAR'S
活動休止中
イメージカラー：オレンジ
2019年8月に現行メンバー全員が卒業、活動休止。
- 卒業したメンバー

| 名前 （よみ） | 愛称               | 活動開始時期       | 活動停止時期 | 備考                                                 |
| ------------- | ------------------ | ------------------ | ------------ | ---------------------------------------------------- |
| らん          | らんらん           | オリジナルメンバー | 2015年8月    |                                                      |
| あいり        | －                 | オリジナルメンバー | 2015年12月   | 元B-TEAM                                             |
| れあ          | れありぃ           | オリジナルメンバー | 2016年4月    |                                                      |
| みく          | みーちゃん         | オリジナルメンバー | 2016年5月    | 元B-TEAM                                             |
| けいと        | けいてぃー・てぃー | オリジナルメンバー | 2016年7月    | のちに「全力応援系ユニットE-yell」メンバー           |
| ありさ        | ありさ             | オリジナルメンバー | 2016年7月    | 元B-TEAM、のちに「全力応援系ユニットE-yell」メンバー |
| かれん        | きゃれん           | オリジナルメンバー | 2016年9月    | 初代班長、のちに鈴木楓恋として「アイドルING!!!」加入 |
| ゆうあ        | ゆーあ             | オリジナルメンバー | 2017年12月   |                                                      |
| りな          | りんちゃん         | オリジナルメンバー | 2019年3月    | 元B-TEAM                                             |
| ゆず          | ゆずねぇ           | オリジナルメンバー | 2019年8月    |                                                      |
| まなか        | まななん           | オリジナルメンバー | 2019年8月    | 元B-TEAM                                             |
| こころ        | こころ             | 2017年8月          | 2019年8月    |                                                      |
| みやび        | やびさん           | 2017年9月          | 2019年8月    |                                                      |
| ここな        | ここな・ここまる   | 2017年11月         | 2019年8月    |                                                      |
| せな          | せなちゃん         | 2018年3月          | 2019年8月    |                                                      |

### お掃除ユニット札幌CLEAR'S
2016年3月31日に地元運営会社とのフランチャイズ契約が終了。
- 卒業したメンバー

| 名前 （よみ）              | 愛称       | 活動開始時期           | 活動停止時期 | 備考                      |
| -------------------------- | ---------- | ---------------------- | ------------ | ------------------------- |
| 志賀いずみ （しが いずみ） | いずみん   | スターティングメンバー | 2016年3月    | 札幌CLEAR'S班長を務めた。 |
| 松田瀬七 （まつだ せな）   | せなちやん | スターティングメンバー | 2016年2月    | 元Teamくれれっ娘!10期生   |

### BOAT RACE 戸田CLEAR'S
任期終了

戸田競艇場とのタイアップ企画、2018年3月までの期間限定ユニット。

東京CLEAR'Sと東京CLEAR'S SMILEから5人を選抜。

メンバーは各ボートの番号および対応した色を担当するほか、競艇用語も割り当てられていた。

1号艇(スタートダッシュ・白):山本(SMILE)、2号艇(差し・黒):みやでら(SMILE)、3号艇(まくり・赤):星野(SMILE)、4号艇(まくり差し・青):大和(東京)、5号艇(全速ターン・黄):軽辺(東京)

6号艇(緑)はファンに割り当てられている。
専用の衣装とオリジナルソング「フルスロットル」が用意された。
任期終了後も「東京CLEAR'S＆東京CLEAR'S SMILE」としてボートレースイベントに出演した。

### お掃除ユニット東京CLEAR'S(2期)
イメージカラー：スカイブルー

2022年3月21日に新体制で再始動
| 役職 | 名前 （よみ）     | 愛称     | 生年月日 （現年齢）    | 活動開始時期 | 備考 |
| ---- | ----------------- | -------- | ---------------------- | ------------ | --- |
|      | MAYUKA （まゆか） | まゆたん | 2000年2月26日 （25歳） | 2022年11月   | 黄色担当、本名：大山真由佳、ベスト・オブ・ミス埼玉大会2023グランプリ、ミス・ユニバース・ジャパン2023セミファイナリスト |

- 卒業したメンバー

| 名前 （よみ）     | 愛称             | 活動開始時期                     | 活動停止時期 | 備考                       |
| ----------------- | ---------------- | -------------------------------- | ------------ | -------------------------- |
| ANRI （あんり）   | りりめろ         | 2022年3月 (オリジナルメンバー)   | 2022年6月    | レッド担当                 |
| SEIRA （せいら）  | せいら・せいらん | 2022年3月 (オリジナルメンバー)   | 2022年8月    | ブルー担当                 |
| SERINA （せりな） | せりにゃん       | 2022年11月                       |              | 青担当                     |
| KAORI （かおり）  | かおりん         | 2022年3月 （オリジナルメンバー） | 2023年10月   | ピンク担当、本名：加藤香織 |
| NANOHA （なのは） | なっちゃん       | 2022年9月                        | 2023年10月   | 赤担当                     |

## 作品

### お掃除ユニットCLEAR'S(初代)
自主制作またはインディーズレーベル
- 「 お掃除しましょ〜Clean love〜」（2011年3月27日）表題曲の作詞を坂本(沢辺)が担当

1. お掃除しましょ〜Clean love〜
2. ハシレ!!

- 「Happy Days」 (2012年2月)

1. Happy Days
2. CLEAR'S GOGO

- 『大掃除』 (2012年11月26日)　ミニアルバム

1. お掃除しましょ〜Clean love〜
2. ハシレ!!
3. Happy Days
4. CLEAR'S GOGO（芹沢帆夏ver）
5. クリアーズ音頭（未来メインボーカルver）
6. お掃除しましょ カラオケver
7. ハシレ!! カラオケver
8. Happy Days カラオケver
9. CLEAR'S GOGO カラオケver

- 「ド・レ・ミ・ファンタスティック!!!!」 (2012年12月5日)　FJRC-0006　※物販販売盤、一般流通版でジャケットが異なる

1. ド・レ・ミ・ファンタスティック!!!!
2. ド・レ・ミ・ファンタスティック!!!!（OFF VOCAL ver.）

- 『CLEAR'S LIVE & MUSIC VIDEO』 (2013年1月26日) DVD

1. お掃除しましょ〜Clean love〜 MUSIC VIDEO
2. HAPPY DAYS MUSIC VIDEO
3. CLEAR'S GOGO MUSIC VIDEO
4. 六本木morph-tokyoライブ
5. 2012.7.31 芹沢帆夏ラストライブ

- 「ド・レ・ミ・ファンタスティック!!!! Summer Romance ver(TOKYO)」 (ダウンロード専用、2013年8月14日)

1. ド・レ・ミ・ファンタスティック!!!! Summer Romance ver.(TOKYO)

- 「愛と勇気のクリーンパワー」(c/w 青春片想い(軽辺るかソロ曲)) (2013年10月)　※「青春片想い」ジャケット盤も限定販売された

1. 愛と勇気のクリーンパワー
2. 青春片想い
3. 青春片想い（Off Vocal Ver.）

### CLEAR'S (旧 お掃除ユニット名古屋CLEAR'S)
自主制作またはインディーズレーベル
- 「イッピョウくんのマーチ」（2012年12月6日))
- 「ホウキ☆星」(2013年6月26日)

1. ホウキ☆星
2. お掃除しましょ〜Clean　Love〜
3. Happy　Days
4. ホウキ☆星(OFF Vocal ver.)

- 「ド・レ・ミ・ファンタスティック!!!! Summer Romance ver」 (ダウンロード専用、2013年8月7日)

1. ド・レ・ミ・ファンタスティック!!!! Summer Romance ver.

- 「♪MUSICLEAN♪」 (2014年5月12日)

1. ♪MUSICLEAN♪
2. ポジティブ・クリーナー
3. 桜トレイン
4. ♪MUSICLEAN♪（OFF VOCAL ver.）
5. ポジティブ・クリーナー（OFF VOCAL ver.）
6. 桜トレイン（OFF VOCAL ver.）

FORM JAPAN RECORDS (CD流通：エイベックス・エンタテインメント)
- 「掃除が大事」

名古屋CLEAR'S feat 大事MANブラザーズ 立川俊之 (2018年8月8日発売)
| 形態   | 品番         | 収録曲 |
| ------ | ------------ | --- |
| CD     | XNFJ-53002   | 1. 掃除が大事 2. それが大事 (名古屋CLEAR'S ver.) 3. OSOUJI GO ROUND ※名古屋CLEAR'S 単独名義                                                                                          |
| CD+DVD | XNFJ-53001/B | CD 1. 掃除が大事 2. それが大事 (名古屋CLEAR'S ver.) 3. OSOUJI GO ROUND ※名古屋CLEAR'S 単独名義 DVD 1. 掃除が大事 2. それが大事（名古屋CLEAR'S ver） 3. OSOUJI GO ROUND 4. メイキング |

主な獲得ランキング

　オリコンデイリーCDアルバムランキング(2018年8月7日付)：11位
タイアップ

　「それが大事（名古屋CLEAR'S ver）」映画 NET STAR～再生回数の向こう側～（禁断ボーイズ、2018年）エンディングテーマ
　「OSOUJI GO ROUND」SAKAE GO ROUND清掃活動「おそうじゴーラウンド」テーマソング
- 「諦めのバレッタ/ドラマティックに恋したい」

名古屋CLEAR'S (2019年5月1日発売)
| 形態                   | 品番        | 収録曲 |
| ---------------------- | ----------- | --- |
| CD                     | XNFJ53004   | 1. 諦めのバレッタ 2. ドラマティックに恋したい                                                              |
| CD+DVD(初回生産限定盤) | XNFJ53003/B | CD 1. 諦めのバレッタ 2. ドラマティックに恋したい DVD 1. 諦めのバレッタ(MV) 2. ドラマティックに恋したい(MV) |

タイアップ

　musicる TV（テレビ朝日系）「諦めのバレッタ」2019年4月オープニング曲
オリコン最高順位:7位(2019年5月13日付)

　登場回数:3回
- 「百花繚RUNNER／ハウリング」

名古屋CLEAR'S (2020年8月12日発売) デジタル配信にてリリース

「ハウリング」は愛澤麻衣ソロ曲
- 「さよならサンセット／笑って、泣き虫BOY」

名古屋CLEAR'S (2020年11月25日発売) デジタル配信にてリリース。4か月連続リリース1作目。
- 「茜燃ゆる君の中／１％」

名古屋CLEAR'S (2020年12月30日発売) デジタル配信にてリリース。4か月連続リリース2作目。
- 「ロックンロールとアイドルと私」

名古屋CLEAR'S (2021年1月27日発売) デジタル配信にてリリース。4か月連続リリース3作目。
- 「サンダーボルト」

名古屋CLEAR'S (2021年2月24日発売) デジタル配信にてリリース。4か月連続リリース4作目。
- 「ノイズオーケストラ」

名古屋CLEAR'S (2021年9月21日発売)
| 形態               | 品番      | 収録曲                                |
| ------------------ | --------- | ------------------------------------- |
| CD                 | XNFJ53005 | 1. ノイズオーケストラ 2. 百花繚RUNNER |
| CD(初回生産限定盤) | XNFJ53006 | 1. ノイズオーケストラ 2. 百花繚RUNNER |

### お掃除ユニット川越CLEAR'S
自主制作またはインディーズレーベル
- 「ド・レ・ミ・ファンタスティック!!!!」

1. ド・レ・ミ・ファンタスティック!!!!
2. ハシレ!!

### シングル
JVCケンウッド・ビクターエンタテインメント/VERSIONMUSIC：メジャーレーベル

#### 「ビ・ビ・ビ・ビューティー!!!」
(2014年9月10日発売)
| 形態                 | 品番       | 収録曲 |
| -------------------- | ---------- | --- |
| 「通常盤」           | VICL-36946 | 1. ビ・ビ・ビ・ビューティー!!! 2. 虹色フィーバー 3. NO! NO! NO! 4. ビ・ビ・ビ・ビューティー!!!（instrumental） 5. 虹色フィーバー（instrumental）                   |
| 「名古屋盤」 ※限定版 | VICL-36947 | 1. ビ・ビ・ビ・ビューティー!!! 2. 愛と勇気のクリーンパワー 3. ビ・ビ・ビ・ビューティー!!!（vocal 名古屋CLEAR'S） 4. 愛と勇気のクリーンパワー（instrumental）       |
| 「東京盤」 ※限定版   | VICL-36948 | 1. ビ・ビ・ビ・ビューティー!!! 2. お掃除しましょ〜Clean love〜 3. ビ・ビ・ビ・ビューティー!!!（vocal 東京CLEAR'S） 4. お掃除しましょ〜Clean love〜（instrumental） |
| 「川越盤」 ※限定版   | VICL-36949 | 1. ビ・ビ・ビ・ビューティー!!! 2. Happy Days 3. ビ・ビ・ビ・ビューティー!!!（vocal 川越CLEAR'S） 4. Happy Days（instrumental）                                     |

主な獲得ランキング
- オリコンデイリーCDシングルランキング(9月9日付)：5位[110]
- オリコン週間CDシングルランキング(9月22日付)：8位[111]
- 『ミュージックステーション』CD SINGLE RANKING(9月14日)：9位[112]
- 『COUNT DOWN TV』This Week's TOP 100(9月20日放送)：12位[113]
- Billboard JAPAN Top Singles Sales(9月22日付)[114]：40位

選抜メンバー
　　東京：沢辺りおん、夏奈子

　　名古屋：高井友里、長丘涼花、RYO

　　川越：伊織あい、瀬戸りな

　　大阪：中尾まこ

　　群馬：宇那

#### 「ヨゴしたくないcry」
(2015年3月18日発売)
| 形態                                                | 品番       | 収録曲 |
| --------------------------------------------------- | ---------- | --- |
| 「通常盤」                                          | VICL-37036 | 1. ヨゴしたくないcry 2. 感謝ファンファーレ 3. キズナレンサ 4. ヨゴしたくないcry (Instrumental) 5. 感謝ファンファーレ (Instrumental) 6. キズナレンサ (Instrumental) |
| 「初回限定盤/typeA」 （伊織あいメインジャケット）   | VICL-37037 | 1. ヨゴしたくないcry 2. 感謝ファンファーレ 3. キズナレンサ 4. ヨゴしたくないcry (Instrumental) 5. 感謝ファンファーレ (Instrumental) 6. キズナレンサ (Instrumental) |
| 「初回限定盤/typeB」 （高井友里メインジャケット）   | VICL-37038 | 1. ヨゴしたくないcry 2. 感謝ファンファーレ 3. キズナレンサ 4. ヨゴしたくないcry (Instrumental) 5. 感謝ファンファーレ (Instrumental) 6. キズナレンサ (Instrumental) |
| 「初回限定盤/typeC」 （神楽紗緒里メインジャケット） | VICL-37039 | 1. ヨゴしたくないcry 2. 感謝ファンファーレ 3. キズナレンサ 4. ヨゴしたくないcry (Instrumental) 5. 感謝ファンファーレ (Instrumental) 6. キズナレンサ (Instrumental) |

主な獲得ランキング
- オリコンデイリーCDシングルランキング(3月17日付)：3位
- オリコン週間CDシングルランキング(3月30日付)：3位
- 『COUNT DOWN TV』This Week's TOP 100(3月28日放送)：3位[113]
- Billboard JAPAN Top Singles Sales(3月30日付)[115]：11位
- Billboard JAPAN HOT100(3月30日付)[116]：39位

選抜メンバー
- 選抜A班

　東京：沢辺りおん、夏奈子、軽辺るか

　名古屋：高井友里、RYO、神楽紗緒里、小島果帆

　川越：伊織あい
- 選抜B班

　東京：Sheena、大和さゆり

　熊本：高嶺燐

　横浜：そら

　千葉：かれん

#### 「答えしか知らないツライ」
(2015年10月21日発売)
| 形態                                                | 品番       | 収録曲 |
| --------------------------------------------------- | ---------- | --- |
| 「通常盤」 （伊織あいメインジャケット）             | VICL-37107 | 1. 答えしか知らないツライ 2. Hello Hello Hello 3. LOVE 4. 答えしか知らないツライ (Instrumental) 5. Hello Hello Hello (Instrumental) |
| 「初回限定盤/typeA」 （夏奈子メインジャケット）     | VICL-37108 | 1. 答えしか知らないツライ 2. Hello Hello Hello 3. LOVE 4. 答えしか知らないツライ (Instrumental) 5. Hello Hello Hello (Instrumental) |
| 「初回限定盤/typeB」 （軽辺るかメインジャケット）   | VICL-37109 | 1. 答えしか知らないツライ 2. Hello Hello Hello 3. LOVE 4. 答えしか知らないツライ (Instrumental) 5. Hello Hello Hello (Instrumental) |
| 「初回限定盤/typeC」 （中高生選抜メインジャケット） | VICL-37110 | 1. 答えしか知らないツライ 2. LOVE!! 3. Hello Hello Hello 4. 答えしか知らないツライ (Instrumental) 5. LOVE (Instrumental)            |

主な獲得ランキング
- オリコンデイリーCDシングルランキング(10月20日付)：4位
- オリコン週間CDシングルランキング(9月22日付)：4位
- 『ミュージックステーション』CD SINGLE RANKING(10月23日放送)：5位[117]
- 『COUNT DOWN TV』This Week's TOP 100(10月31日放送)：4位[113]
- Billboard JAPAN Top Singles Sales(11月2日付)[118]：10位
- Billboard JAPAN HOT100(11月2日付)[119]：31位

選抜メンバー
- 選抜

　東京：夏奈子、軽辺るか、沢辺りおん、Sheena、大和さゆり

　名古屋：神田理保、高井友里、神楽紗緒里

　川越：伊織あい、成宮もも

　仙台：紗也歌

　札幌：志賀いずみ
- 中高生選抜

　名古屋：神楽紗緒里、RYO

　川越：瀬戸りな、関口のどか

　大阪：坂下舞帆

　横浜：かえで、さら

　千葉：かれん、ゆうあ、けいと

タイアップ
- 今夜くらべてみました（日本テレビ系）「答えしか知らないツライ」2015年10月エンディング・テーマ曲[120]
- POP PARADE（tvk）「LOVE!!」2015年10月テーマ曲[121]

avex trax：メジャーレーベル

#### 「キラリ☆NiPPON」
(2016年9月21日発売)
| 形態                                                       | 品番       | 収録曲 |
| ---------------------------------------------------------- | ---------- | --- |
| 「通常盤」 （伊織あいメインジャケット）                    | AVCD-83642 | 1. キラリ☆NiPPON 2. きっかけは、君。 3. 530MISSION [歌唱：選抜メンバー] 4. キラリ☆NiPPON (Instrumental) 5. きっかけは、君。 (Instrumental) 6. 530MISSION (Instrumental) |
| 「タイプA」 ※初回生産限定盤 （軽辺るかメインジャケット）   | AVCD-83643 | 1. キラリ☆NiPPON 2. キミとイロハ 3. 530MISSION [歌唱：東京・群馬・仙台] 4. キラリ☆NiPPON (Instrumental) 5. キミとイロハ (Instrumental) 6. 530MISSION (Instrumental)     |
| 「タイプB」 ※初回生産限定盤 （夏奈子メインジャケット）     | AVCD-83644 | 1. キラリ☆NiPPON 2. キミとイロハ 3. 530MISSION [歌唱：名古屋・大阪・熊本] 4. キラリ☆NiPPON (Instrumental) 5. キミとイロハ (Instrumental) 6. 530MISSION (Instrumental)   |
| 「タイプC」 ※初回生産限定盤 （中高生選抜メインジャケット） | AVCD-83645 | 1. キラリ☆NiPPON 2. 喜怒哀楽BEAT 3. 530MISSION [歌唱：川越・横浜・千葉] 4. キラリ☆NiPPON (Instrumental) 5. 喜怒哀楽BEAT (Instrumental) 6. 530MISSION (Instrumental)     |

主な獲得ランキング
- オリコンデイリーCDシングルランキング(9月20日付)：14位
- オリコン週間CDシングルランキング(10月3日付)：15位
- 『COUNT DOWN TV』This Week's TOP 100(10月1日放送)：15位[113]
- Billboard JAPAN Top Singles Sales(2016年9月19日～9月25日までの全国推定売上枚数)[122]：5位(24701枚)
- Billboard JAPAN HOT100(10月3日付)：13位

選抜メンバー
- 選抜

　東京：軽辺るか、夏奈子、沢辺りおん、Sheena、大和さゆり

　名古屋：神田理保、高井友里、天音らんか、神楽紗緒里

　川越：伊織あい、成宮もも

- 中高生選抜

　名古屋：神楽紗緒里、藤咲ゆうな、RYO

　川越：瀬戸りな

　横浜：白戸マユ

　千葉：ゆうあ

#### 「HEART WASH」
(2017年6月7日発売)
| 形態                                                       | 品番       | 収録曲 |
| ---------------------------------------------------------- | ---------- | --- |
| 初回生産限定盤【タイプA】 （選抜1位 伊織あいメインジャケ） | AVCD-83853 | 1. HEART WASH 2. キミの翼へ 3. ミラクル環境宣言 [川越CLEAR’S] 4. HEART WASH (Instrumental) 5. キミの翼へ (Instrumental) 6. ミラクル環境宣言 (Instrumental) |
| 初回生産限定盤【タイプB】 （選抜2位 軽辺るかメインジャケ） | AVCD-83854 | 1. HEART WASH 2. キミの翼へ 3. ふいてふいて [東京CLEAR'S] 4. HEART WASH (Instrumental) 5. キミの翼へ (Instrumental) 6. ふいてふいて (Instrumental)         |
| 初回生産限定盤【タイプC】 （選抜3位 夏奈子メインジャケ）   | AVCD-83855 | 1. HEART WASH 2. キミの翼へ 3. 桜リフレイン [名古屋CLEAR'S] 4. HEART WASH (Instrumental) 5. キミの翼へ (Instrumental) 6. 桜リフレイン (Instrumental        |
| 通常盤 （選抜メンバージャケ）                              | AVCD-83856 | 1. HEART WASH 2. キミの翼へ 3. MAGIC RAINBOW 4. HEART WASH (Instrumental) 5. キミの翼へ (Instrumental) 6. MAGIC RAINBOW (Instrumental)                     |

主な獲得ランキング
- オリコンデイリーCDシングルランキング(6月6日付)：13位
- オリコン週間CDシングルランキング(6月19日付)：15位

選抜メンバー
　　東京：軽辺、夏奈子、沢辺、Sheena、大和

　　名古屋：高井、神田

　　川越：伊織

　　横浜：白戸

　　群馬：小鳥遊

タイアップ
- 映画 放課後戦記(2018年4月7日公開)「キミの翼へ」主題歌[124]

### アルバム
avex trax：メジャーレーベル

#### 「We are CLEAR'S」
(2016年3月28日発売)
| 形態   | 品番        | 収録曲 |
| ------ | ----------- | --- |
| CD     | AVCD-93856  | 1. Stand Up!! Hands Up!! 2. キミの翼へ 3. ビ・ビ・ビ・ビューティー 4. 桜トレイン 5. キミとイロハ 6. ヨゴしたくないcry 7. 530MISSION 8. 愛と勇気のクリーンパワー 9. MAGIC RAINBOW 10. キラリ☆NiPPON 11. きっかけは、君。 12. 喜怒哀楽BEAT 13. HEART WASH |
| CD+DVD | AVCD-93855B | CD 1. Stand Up!! Hands Up!! 2. キミの翼へ 3. ビ・ビ・ビ・ビューティー 4. 桜トレイン 5. キミとイロハ 6. ヨゴしたくないcry 7. 530MISSION 8. 愛と勇気のクリーンパワー 9. MAGIC RAINBOW 10. キラリ☆NiPPON 11. きっかけは、君。 12. 喜怒哀楽BEAT 13. HEART WASH DVD 1. Stand Up!! Hands Up!! ～Music Video～ 2. キラリ☆NIPPON ～Music Video～ 3. 喜怒哀楽BEAT ～Music Video～ 4. HEART WASH ～Music Video～ 5. Making of CLEAR'S ＜特典映像＞ |

主な獲得ランキング
- オリコンデイリーCDアルバムランキング(2018年3月27日付)：16位
- オリコン週間CDアルバムランキング(2018年4月9日付）：33位

タイアップ
- 奇跡体験!アンビリバボー（フジテレビ系）「Stand Up!!Hands Up!!」2018年4-6月エンディング曲
- 映画 放課後戦記(2018年4月7日公開)「キミの翼へ」主題歌[124]

## 出演

### お掃除ユニットCLEAR'S(初代)

#### テレビ
- musicる TV （2013年5月20日、テレビ朝日系列）
- ギョクセキっ! （2013年6月10日、関西テレビ）

#### インターネットラジオ
- CLEAR'Sのお掃除しましょ（2011年10月15日 - 2013年9月28日、東京ネットラジオ）[125]

### CLEAR'S / お掃除ユニット名古屋CLEAR'S

#### テレビ
- なないろDREAM TV（2015年4月6日 - 、CBCテレビ）
  - 2015年4月6日放送分よりRYOが[126]、2015年5月11日放送分より神楽が[127]、番組内コーナー「なないろ女学院」のメンバーとして、レギュラー出演している[128]。番組企画のユニット「7☆3」にも参加。
- BOMBER-E（2015年6月30日 - 、メ〜テレ）- 「アイドルナイト」コーナーに出演[129]

#### ラジオ
- Pitch DOUBLE DECKER（Pitch FM）
- ON8+1 （2014年8月6日、bayfm）-「アイドル山」[130]- 高井友里
- CLEAR'Sのお掃除@RADIO（2015年4月6日 - 、@FM、毎週月曜日19:30 - 19:55）- レギュラー[131]
- お掃除ユニット名古屋CLEAR'Sの全世界お掃除計画（2014年10月5日 - 、Pitch FM、毎週日曜日23:00 - 23:30）- レギュラー[132]

#### ウェブテレビ
- 極楽とんぼKAKERUTV（2018年7月26日、AbemaTV）[133]

#### CM
- ホーメイ（2014年4月1日 - 、ZIP FM）[134]
- NDS株式会社（2015年12月 - 、中京テレビなど）RYOが出演

### お掃除ユニット川越CLEAR'S

#### テレビ
- J:COM埼玉エリア
- アイドリーーム!!第53回（2016年1月31日、Kawaiian TV）
- 直撃!コロシアム!! ズバッと!TV2時間SP!（2016年7月4日、TBS）
- ジモスポ（2017年6月-、J:COM埼玉エリア）伊織あい
- 中居くん決めて!（2019年11月25日、TBS）

#### ラジオ
- 〜IDOL SHOWCASE〜 i-BAN!!（2014年4月6日、FM NACK5）[135]
- ON8+1 （2014年8月6日、bayfm）- 「アイドル山」[136]- 伊織あい
- ON8+1 （2014年9月10日、bayfm）- 「アイドル山」[137]- 大野まい子

#### 記事掲載
- フリーペーパーino東上線版
- 埼玉新聞（2014年4月17日）-「お掃除アイドル川越CLEAR'S、振り込め詐欺"一掃"に一役」[138]
- 埼玉新聞（2015年1月1日、元日特別紙面、2部、1面）- インタビュー記事
- 埼玉新聞（2015年7月21日）-「＜菓子屋横丁火災＞川越クリアーズが復興支援ライブ 収益金を寄付」[139]
- 埼玉新聞（2015年12月）-「川越クリアーズの教えて！ぶん太くん　荒川を知りたぁ～い　防災編」国土交通省関東地方整備局荒川上流河川事務所とのタイアップ記事[140]
- 埼玉新聞（2016年2月6日）-「勝手に埼玉応援隊にアイドルグループ加入　こけぴよと川越クリアーズ」[141]
- 川越経済新聞（2016年3月28日） - 「ご当地アイドル「川越CLEAR'S」関口のどかさん卒業　最後のライブ公演も」[142]
- 埼玉県広報紙「彩の国だより」（2016年4月号）- 「「勝手に埼玉応援隊」に新メンバー加入！」[143]
- るるぶ埼玉 2017年版、PRページ
- ホットジョージア応援QUEEN決定戦[リンク切れ]（2016年11月14日-12月12日）伊織がエントリー

### お掃除ユニット東京CLEAR'S

#### ラジオ
- ON8+1 （bayfm）- 「アイドル山」
  - 2014年8月6日、夏奈子・沢辺りおん[144]
  - 2014年9月10日、Sheena・大和さゆり[145]
  - 2015年3月11日、Sheena・大和さゆり・夏奈子・軽辺るか・沢辺りおん[146]
- ラリーボイスJam784 あげたてFRIDAY（2015年11月6日、しゅうなんFM）夏奈子・Sheena・大和
- お昼はZENKAI ラヂオな時間（2015年11月6日、KRY山口放送ラジオ）夏奈子・Sheena・大和
- 恋する☆オンガク（2015年11月7日、KRY山口放送ラジオ）夏奈子・Sheena・大和

#### テレビ
- 熱血テレビ（2015年11月6日、KRY山口放送）夏奈子・Sheena・大和
- Jチャンやまぐち（2015年11月17日、yab山口朝日放送）夏奈子の山口凱旋ライブ(11月7-8日)の密着ドキュメント。
- 櫻井・有吉 THE夜会（2016年9月22日、TBS）俳優の山田孝之がアイドルライブの楽しさを体験するという企画に出演。

#### イベント
- 忍者WARSin東京タワー×シアタープロレス花鳥風月（2017年3月5日、東京タワースタジオ）[147]

- デフフットサルチャレンジカップ2017・日本対韓国(2017年3月16日、大田区総合体育館) – DMM. yell特別オフィシャルチャリティーサポーター）[148]
- たこやきファンミーティング(2017年3月29日、東京・たこ課長）– 夏奈子、Sheena、大和。群馬クリアーズ・希咲。

#### 舞台
- 舞台版 レンタヒーロー（2018年1月17日 - 21日、六行会ホール、オルガノ・ドレミー役）大和さゆり

### お掃除ユニット熊本CLEAR'S

#### テレビ
- テレビタミン（2015年6月12日、KKTくまもと県民テレビ）[149]
- 夏まちランド！（2015年8月7日・8日、KKTくまもと県民テレビ）[150] 、名古屋CLEAR'Sの高井もゲスト出演した[151]。
- J-MELO (2017年6月18日 NHKワールドTV)

### お掃除ユニット大阪CLEAR'S

#### テレビ
- ジャルやるっ!（2015年6月12日、関西テレビ）
- 関ジャニ∞のジャニ勉（2015年12月2日、関西テレビ）- コンビニから「Hey！Say！JUMP」のクジ引き帰りの仁田麗がたまたまロケ中の関ジャニ∞に声をかけられ店の名前を聞かれた。危うく村上信五に当たった景品を奪われかけた。
- なるみ・岡村の過ぎるTV（2016年4月18日、朝日放送）

#### ネットラジオ
- 「CHEERZ WEST」 in SORAxNIWA梅田（2017年7月23日 - 10月1日、ソラトニワ梅田）- ももか[152]

#### 記事掲載
- ホットジョージア応援QUEEN決定戦[リンク切れ]（2016年11月14日-12月12日）和泉がエントリー

### お掃除ユニット群馬CLEAR'S

#### テレビ
- ニュースeye8（群馬テレビ）金曜日のお天気コーナーに不定期出演
- JOYのASOBU-TV JOYnt!（2016年5月4日・11日、群馬テレビほか）群馬クリアーズ代表として希咲が出演
- JOYnt!（2016年7月20日・27日、群馬テレビほか）

#### ラジオ
- I Meet Up! （2015年1月4日、FM NACK5）- 宇那[153]

#### 記事掲載
- 上毛新聞（2014年12月29日）-「ご当地アイドル 多彩なステージ 前橋」
  - デビュー翌日に出演した28日の「続・アイドル上州旋風祭 in ガーデン前橋」の模様。

##### イベント
- 忍者WARSin東京タワー×シアタープロレス花鳥風月（2017年3月5日、東京タワースタジオ）[147]- 「群馬&千葉CLEAR'S&東京CLEAR'S SMILE」として出演

### お掃除ユニット横浜CLEAR'S

#### 記事掲載
- ヨコハマよみうり10月号（2015年10月）

### お掃除ユニット千葉CLEAR'S

#### 記事掲載
- 産経ニュース（2015年10月3日）[154]
- 産経ニュース（2015年10月10日）[155]

#### ラジオ
- 千葉CLEAR'Sのお掃除日記（2015年4月2日 - 、FMうらやす、毎週木曜日18:00 - 18:30）- レギュラー[156]

##### イベント
- 忍者WARSin東京タワー×シアタープロレス花鳥風月（2017年3月5日、東京タワースタジオ）[147]- 「群馬&千葉CLEAR'S&東京CLEAR'S SMILE」として出演

### お掃除ユニット札幌CLEAR'S

#### 記事掲載
- 日刊スポーツ北海道版（2016年2月18日）
- GET'S（札幌の地域密着型エンターテイメント無料情報誌）4月号
- 北海道新聞夕刊（2016年3月15日）
- ふりっぱーWEB（フリッパーWEB・札幌市地域新聞）（2016年3月16日）[157]

### お掃除ユニットCLEAR'S

#### テレビ
- ミュージックドラゴン（日本テレビ系列）
  - 2014年8月22日[158]・8月29日[159]・9月5日[160]・「サビなび」コーナーにて「ビ・ビ・ビ・ビューティー!!!」MVを放送。
  - 2015年3月6日[161]・3月13日[162]・3月20日[163]、「サビなび」コーナーにて「ヨゴしたくないcry」MVを放送。
  - 2015年3月20日、スタジオライブで「ヨゴしたくないcry」を披露[163]。
- COUNT DOWN TV（2014年11月15日、TBS系列）-「コンセプトアイドル特集」で「お掃除アイドル」として紹介。
- NHK NEWSLINE（2014年11月21日、NHKワールドTV）英語放送、インターネットストリーミング配信も行われた[164]。
- アイドルお宝くじ
  - 第9回（2014年12月19日、テレビ朝日　2014年12月27日、BS朝日）
  - 第20回（2015年4月3日、テレビ朝日　2015年4月4日、BS朝日）
  - 第34回（2015年8月29日、テレビ朝日　2015年8月30日、BS朝日）
  - 第35回（2015年9月4日、テレビ朝日　2015年9月5日、BS朝日）
  - 第44回（2015年12月4日、テレビ朝日　2015年12月5日、BS朝日）
- アイドルお宝くじLIVE
  - 第9回（2015年1月23日、CSテレ朝チャンネル）
  - 第20回（2015年4月17日、CSテレ朝チャンネル）
  - 第34回（2015年9月11日、CSテレ朝チャンネル）
  - 第35回（2015年9月25日、CSテレ朝チャンネル）
  - 第44回（2015年12月18日、CSテレ朝チャンネル）
- saku saku（2015年10月、テレビ神奈川）「LOVE!!」MVを放映
- WOOD STOCK PARTY（2015年10月16日、テレ玉）東京・川越CLEAR'Sメンバーのコメントと「答えしか知らないツライ」MVを放映

#### ラジオ
- I Meet Up! （2015年3月22日、FM NACK5）[165]- 沢辺りおん、夏奈子、伊織あい、成宮もも
- ON8+1 （2015年11月18日、bayfm）-「アイドル山」 沢辺りおん、夏奈子、軽辺るか、伊織あい

#### ネット配信
- お掃除アイドルユニット・クリアーズの代官山クリアーズ（2014年7月 - 、CYTV）
  - 定期公演の模様は無料のインターネット生配信が行われほか、過去の公演映像も有料で配信されている[166]。
- AbemaSPECIAL THE NIGHT （2016年12月27日、AbemaTV、MC:矢口真里[167]）沢辺・Sheena・大和・伊織が出演

#### 記事掲載
- GiRLPOP 2014 AUTUMN 号（2014年9月26日、M-ON! ANNEX 586号、エムオン・エンタテインメント）ISBN 978-4-7897-7217-4
- GiRLPOP 2015 AUTUMN 号（2015年10月6日、M-ON! ANNEX 600号、エムオン・エンタテインメント）ISBN 978-4-7897-7239-6
- MARQUEE Vol.111（2015年10月10日、MARQUEE INC.）ISBN 978-4-4342-1046-4
- スポニチ 2015年10月31日